# باشگاه ورزشی المینا
باشگاه ورزشی المینا (عربی: نادي الميناء الرياضي) یک باشگاه فوتبال در شهر بصره در کشور عراق می‌باشد.
این باشگاه در لیگ برتر فوتبال عراق حضور دارد. المینا در سال ۱۹۳۱ میلادی تأسیس شده‌است.
المینا یک بار در فصل ۷۸–۱۹۷۷ در لیگ برتر عراق به مقام قهرمانی رسیده‌است. المینا همچنین اولین باشگاه خارج از بغداد بوده‌است که به قهرمانی لیگ برتر عراق دست یافته‌است.